# Fissidens pachylomadelphus
Fissidens pachylomadelphus là một loài Rêu trong họ Fissidentaceae. Loài này được Demaret & P. de la Varde mô tả khoa học đầu tiên năm 1957.